# Beverly Robertson
Beverly Holcombe Robertson (5 juni 1827 –  12 december 1910) was een Amerikaans beroepsmilitair. Hij diende tijdens de Amerikaans-indiaanse oorlogen. Na het uitbreken van de Amerikaanse Burgeroorlog koos hij voor het Confederate States Army en klom hij op tot de rang van brigadegeneraal.

## Vroege jaren
Beverly H. Robertson werd geboren op 5 juni 1827 op de plantage van zijn ouders in Amelia County, Virginia. Over zijn jeugd is weinig bekend. Hij werd in 1845 toegelaten tot de United States Military Academy in West Point. Hij studeerde af in 1849 als 25ste in een klas van 43 kadetten. Robertson werd ingedeeld bij de 2nd U.S. Dragoons en werd benoemd tot tweede luitenant. Hij diende in verschillende forten in het New Mexicoterritorium, het Nebraskaterritorium en het Kansasterritorium. Robertson nam aan verschillende gevechten deel tegen de Apachen en Sioux. Gedurende een korte periode maakte hij Flora Cooke het hof. Ze was de dochter van Philip St. George Cooke, de bevelhebber van het regiment. Flora zou uiteindelijk met J.E.B. Stuart in het huwelijk treden. In 1855 huwde hij met Virginia Neville Johnston, een nicht van Joseph E. Johnston. Hij werd in hetzelfde jaar bevorderd tot eerste luitenant. Terwijl hij in het Utahterritorium diende, was hij adjudant van het regiment en zou al snel benoemd worden tot assistent adjudant generaal van het Departement of Utah. In maart 1861 werd hij gepromoveerd tot kapitein. Nadat zijn thuisstaat uit de unie was gestapt, werd Robertson ontslagen.

## Amerikaanse Burgeroorlog
Robertson werd in augustus 1861 benoemd tot kolonel van de 4th Virginia Cavalry Regiment, maar na nieuwe wetgeving omtrent benoemingen en verkiezingen van officieren werd hij begin 1862 niet herkozen. Toch werd hij op 9 juni 1862 benoemd tot brigadegeneraal. Hij kreeg de leiding over een cavaleriebrigade die hij in augustus 1862 aanvoerde tijdens de Tweede Slag bij Bull Run en tijdens de eerste veldslagen van de Marylandveldtocht. Net voor de Slag bij Antietam werd hij ontgeven van zijn commando na een reeks van onenigheden met J.E.B. Stuart. Hij werd naar North Carolina gestuurd om nieuwe soldaten te rekruteren. Het was tijdens deze periode dat hij de Zuidelijke eenheden aanvoerde tijdens de Slag bij White Hall.
Na het rekruteren en trainen van twee voltallige cavalerieregimenten sloot hij zich opnieuw aan bij het Army of Northern Virginia. Hij kreeg opnieuw het bevel over een brigade die was samengesteld uit het 4th Virginia Cavalry Regiment en 5th Virginia Cavalry Regiment in Stuarts cavalerie. Tijdens de Slag bij Brandy Station slaagde hij er niet in om de Noordelijke opmars richting Brandy Station te vertragen. Hij nam deel aan de slagen bij Middleburg en Upperville waar ze het Zuidelijke leger tegen de Noordelijke cavalerie beschermden. Zijn brigade hielp ook de aftocht dekken van het Army of Northern Virginia na de Slag bij Gettysburg.
In oktober 1863 kreeg Robertson het bevel over het Second Subdistrict of the Military District of South Carolina waar hij instond voor de verdediging van Charleston. Hij diende nog onder generaal Joseph E. Johnstons tijdens de Carolina's-veldtocht en gaf zich samen met Johnston over in april 1865.

## Latere jaren
Na de oorlog vestigde Robertson zich in Washington D.C. en werkte er als verzekeringsagent. Hij overleed op 12 december 1910. Zijn stoffelijk overschot werd bijgezet op de Robertson Cemetery in Amelia County, Virginia.